# يو إن آي سي أو إس
يو إن آي سي أو إس (بالإنجليزية: UNICOS)‏ هو اسم لمجموعة من أنظمة التشغيل الشبيه بيونكس والتي تطورها شركة كراي لاستخدامها في الحواسيب الفائقة. UNICOS هو وريث COS. تم تزويده بشبكة عنقودية و كود مصدري لطبقة توافق مع أنظمة يونكس آخرى. تم طرح UNICOS في 1985 مع نظام كراي-2 ولاحقاً تم تمريره إلى موديلات كراي الأخرى. في البداية تم بناء UNICOS على الإصدار الثاني (SVR2) من نظام يونكس الخامس وأضيفت له العديد من ميزات توزيعة برمجيات بيركلي.